# Helicia uganensis
Helicia uganensis är en tvåhjärtbladig växtart som beskrevs av Friedrich Ludwig Diels och Herman Otto Sleumer. Helicia uganensis ingår i släktet Helicia och familjen Proteaceae. Inga underarter finns listade i Catalogue of Life.